# Niederländisch-portugiesische Beziehungen
Die niederländisch-portugiesischen Beziehungen umfassen das bilaterale Verhältnis der Niederlande und Portugal. Die Länder unterhalten mindestens seit 1641 direkte diplomatische Beziehungen.
Die Beziehungen waren historisch häufig angespannt, heute dagegen gelten sie als sehr gut und unbelastet. Wichtige offizielle Verbindungsglieder zwischen beiden Ländern ist die gemeinsame Mitgliedschaft in EU, Eurozone und Schengen-Raum, aber auch in der NATO, deren Gründungsmitglieder beide sind, und in weiteren multilateralen Organisationen wie dem Europarat, der OSZE und der OECD, u. a. Ihre wirtschaftlichen Beziehungen und die gegenseitigen Diasporas, aber auch historische Bezüge und der gegenseitige Kulturaustausch prägen ihr Verhältnis.
Im Jahr 2021 waren insgesamt 11.013 niederländische Staatsbürger in Portugal gemeldet, verteilt in allen Verwaltungszonen des Landes, davon mit 3.613 die meisten im Distrikt Lissabon. Im Jahr 2022 waren 28.002 Staatsbürger Portugals in den Niederlanden registriert, darunter bekannte Persönlichkeiten wie Paula Patricio (* 1958 in Lissabon), die verschiedene Sendungen im niederländischen Fernsehen moderierte.
Der niederländische Ort Poortugaal in der Gemeinde Albrandswaard führt seinen Namen und sein Wappen auf Portugal zurück.

## Geschichte

### Bis zum 18. Jahrhundert

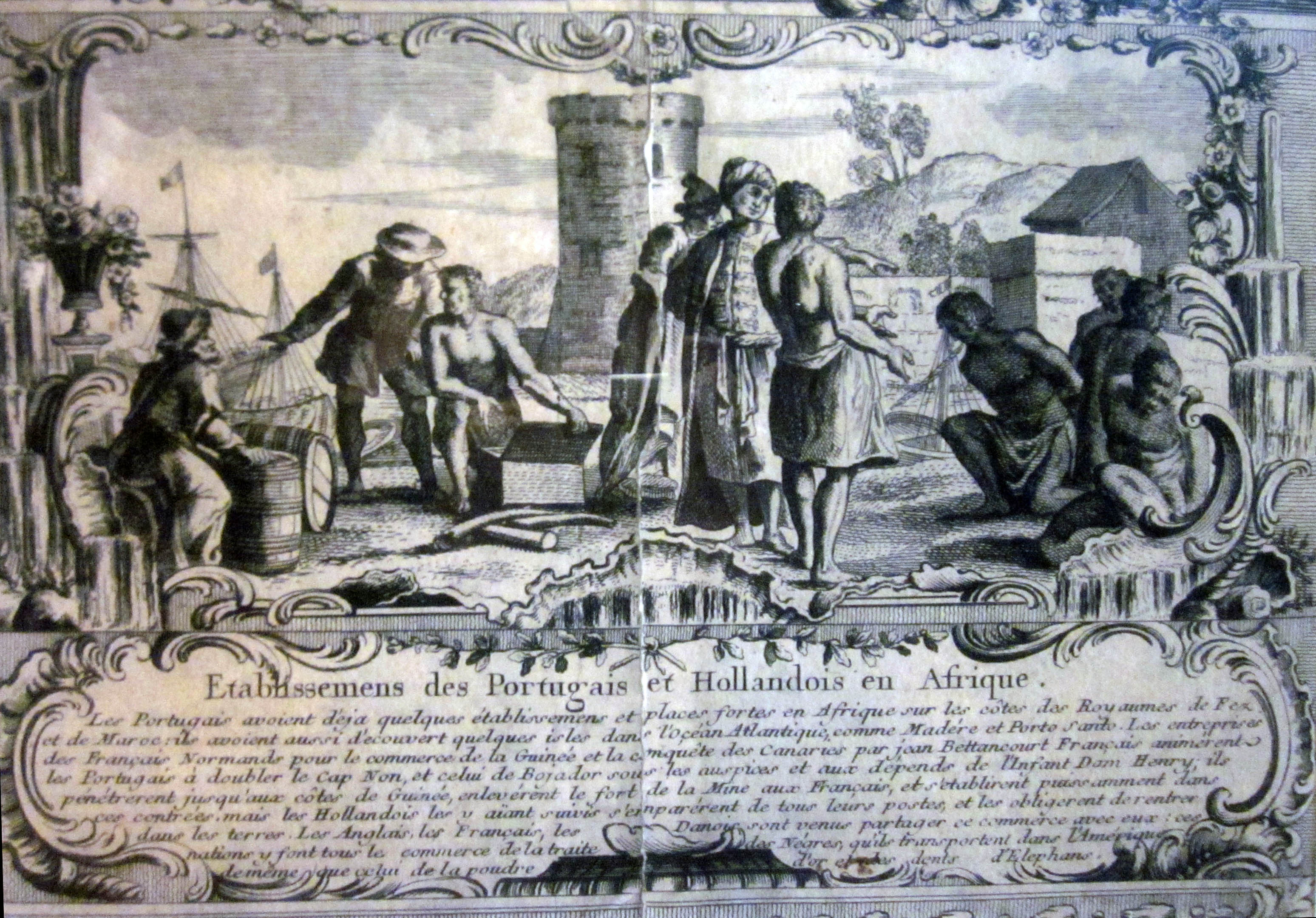
Gravur aus dem 17. Jh im niederländischen Königlichen Museum für Zentral-Afrika: während ihres Aufstiegs zur Kolonialmacht gerieten die Niederlande häufig mit der ersten globalen Kolonialmacht Portugal in Konflikt.

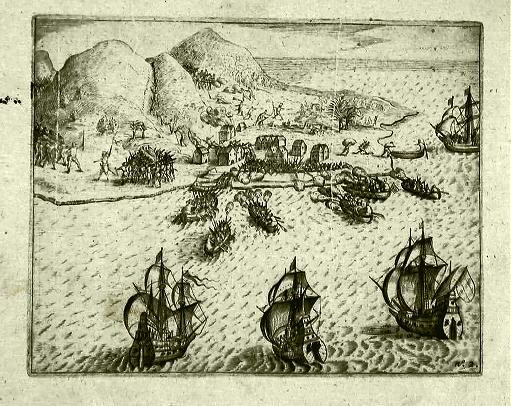
Niederlage der Portugiesen vor Ambon (Bild von 1645): vor allem in Ostasien blieben die niederländisch-portugiesischen Beziehungen lange angespannt.

Während der Reconquista gegen die seit 711 hier herrschenden Araber waren auch Kreuzfahrer aus den heutigen Niederlanden unter den Rittern, die bei der Entstehung des unabhängigen christlichen Königreichs Portugal mithalfen, insbesondere bei der Belagerung von Lissabon 1147.
Schon vorher, vor allem aber mit dem zunehmenden Handel Portugals im 15. Jahrhundert, exportierte das Land auch in die heutigen Niederlande, insbesondere Wein und Früchte, von wo sie zu einem beträchtlichen Teil profitabel weitergehandelt wurden. In der Gegenrichtung kamen nun zunehmend kulturelle und gesellschaftliche Impulse aus den Niederlanden nach Portugal, zu nennen etwa der Einfluss Altniederländischer Künstler auf die aufblühende Malerei in Portugal. Auch ließen sich portugiesische Adlige und erste Kaufleute in den Niederlanden nieder. Der portugiesische Prinz Manuel von Portugal oder seine Tochter Maria Belgia etwa lebten hier. Wie viele andere waren sie in religiöse Konfliktsituationen verstrickt, zwischen der katholischen Tradition ihrer Heimat und hier neu kennengelernten protestantischen Glaubensrichtungen, und auch der jüdische Glauben der vor ersten Verfolgungen in Portugal hierher geflohenen Kaufleute ist zu nennen.
Die Wege der beiden Nationen begannen sich danach konfliktreich zu kreuzen, als nach der Entstehung des Portugiesischen Weltreichs das nunmehr ebenfalls aufstrebende Niederländische Kolonialreich sich um das bisher exklusive Wissen der Portugiesen bemühte und insbesondere über holländische Kartographen wie Jan Huygen van Linschoten in portugiesischen Diensten langsam selbst genug Kenntnisse erlangten, um sich in den profitablen Überseehandel einzumischen. So ging die Niederländische Ostindien-Kompanie ab 1602 wirkungsvoll im heutigen Indonesien gegen die Portugiesen vor, die gerade durch ihre Personalunion mit Spanien (Iberische Union) geschwächt waren. In der Folge stiegen sie zur immer ernsteren Konkurrenz auf, und beide Länder gerieten zunehmend in Konflikte, in Afrika (Angola, Maputo-Bucht, Goldküste, São Tomé u. a.) und in Brasilien (Herrschaft Johann Moritz von Nassau-Siegens), vor allem dann aber in Asien (Seegefecht bei Dschask 1620, Belagerung Colombos 1655/66). Zu nennen insbesondere der Niederländisch-Portugiesische Krieg (1624–1661), der einerseits zum Verlust weiter Teile der portugiesischen Besitzungen in Asien an die Niederlande, andererseits aber zur Behauptung der portugiesischen Präsenz in Südamerika und Westafrika mit der Abwehr der niederländischen Ambitionen in Brasilien führte.
Neben den militärischen Erfolgen war der Zuzug der Sepharden ein weiterer entscheidender Faktor für den Aufstieg der Niederlande zu einer bedeutenden Handelsmacht. Diese aus Portugal geflohenen jüdischen Familien waren dort meist im internationalen Handel tätig gewesen und brachten nun ihre Kenntnisse, ihre Handelsverbindungen und ihre Vermögen in die niederländischen Städte mit, in denen sie sich nun auch niederließen, insbesondere in Amsterdam. Die 1675 eingeweihte Portugiesische Synagoge Amsterdams zeugt von dieser Hochphase, deren Spuren bis in die heutige Zeit reichen und die bei allen wirtschaftlich-politischen Konflikten auch für Annäherungen zwischen Portugal und den Niederlanden sorgten. Insbesondere die gemeinsame Gegnerschaft zu Spanien sorgte dabei für eine bessere Beziehung. So erneuerte Portugal im Zuge seiner außenpolitischen Bemühungen während des Restaurationskriegs (Wiederherstellung seiner Unabhängigkeit nach der Iberischen Union) seine diplomatischen Beziehungen auch zu den Niederlanden. Tristão de Mendonça Furtado akkreditierte sich im Februar 1641 als erster portugiesischer Vertreter bei der Republik der Vereinigten Niederlande, die sich ihrerseits im Achtzigjährigen Krieg der Spanier erwehren musste. Und im Spanischen Erbfolgekrieg (1701–1714) traten portugiesische Schiffe auf Seiten Englands und der Niederlande gegen französisch-spanische Verbände an, etwa die Nossa Senhora da Assunção, die 1705 an der Seeschlacht bei Marbella teilnahm.
Es gab auch zahlreiche andere Momente der niederländisch-portugiesischen Annäherungen, etwa wenn der Hochadel beider Länder sich verheiratete (beispielsweise Manuel von Portugal Ende des 16. Jahrhunderts), oder wenn niederländische Handelsfamilien sich in Portugal niederließen, darunter die Mitte des 19. Jahrhunderts nach Portugal gekommene, heute als Portweinproduzent bekannte Familie Niepoort.

### Ab dem 19. Jahrhundert

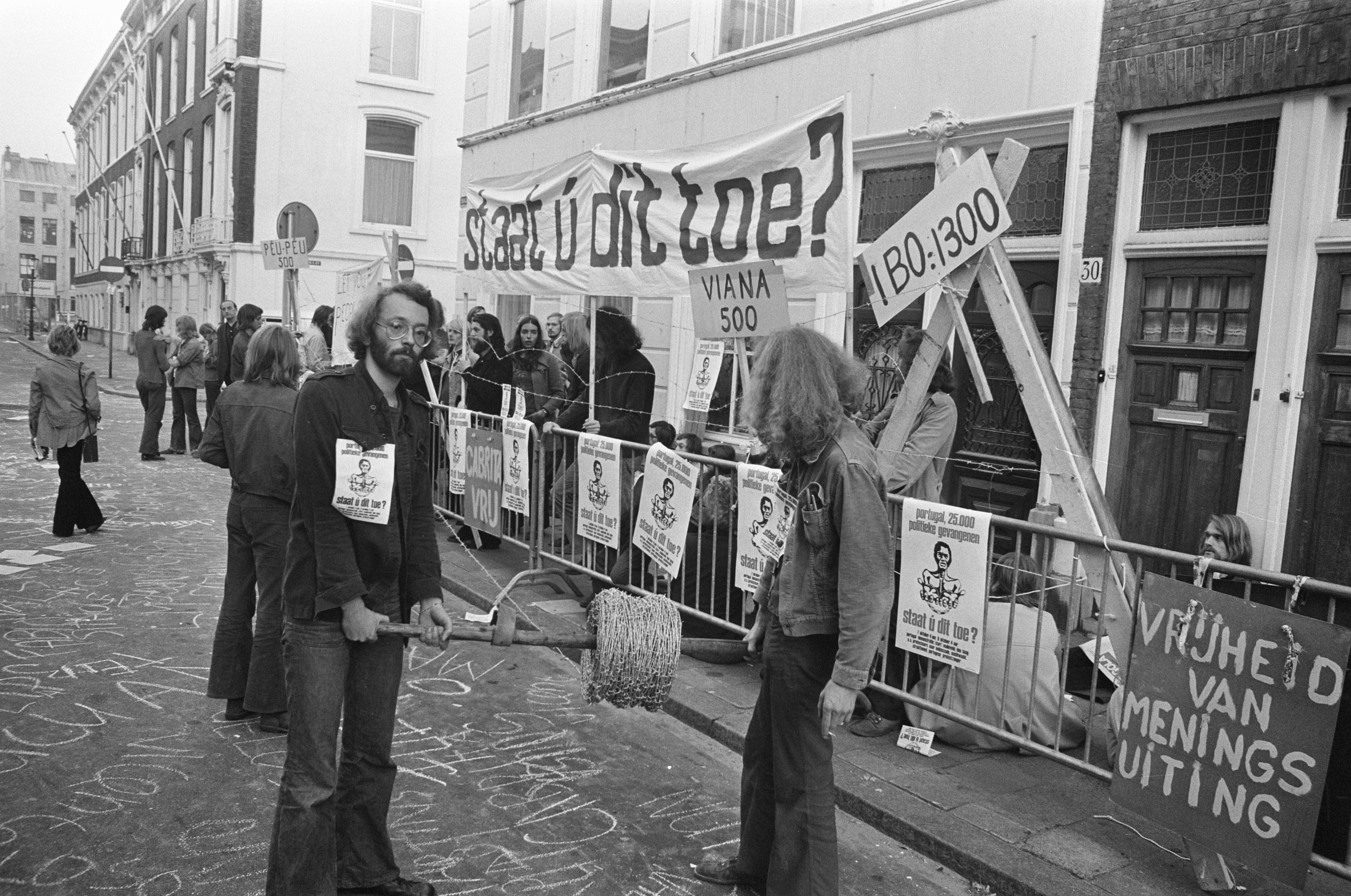
Proteste in den Niederlanden gegen politische Gefangene in Portugal, Oktober 1972.

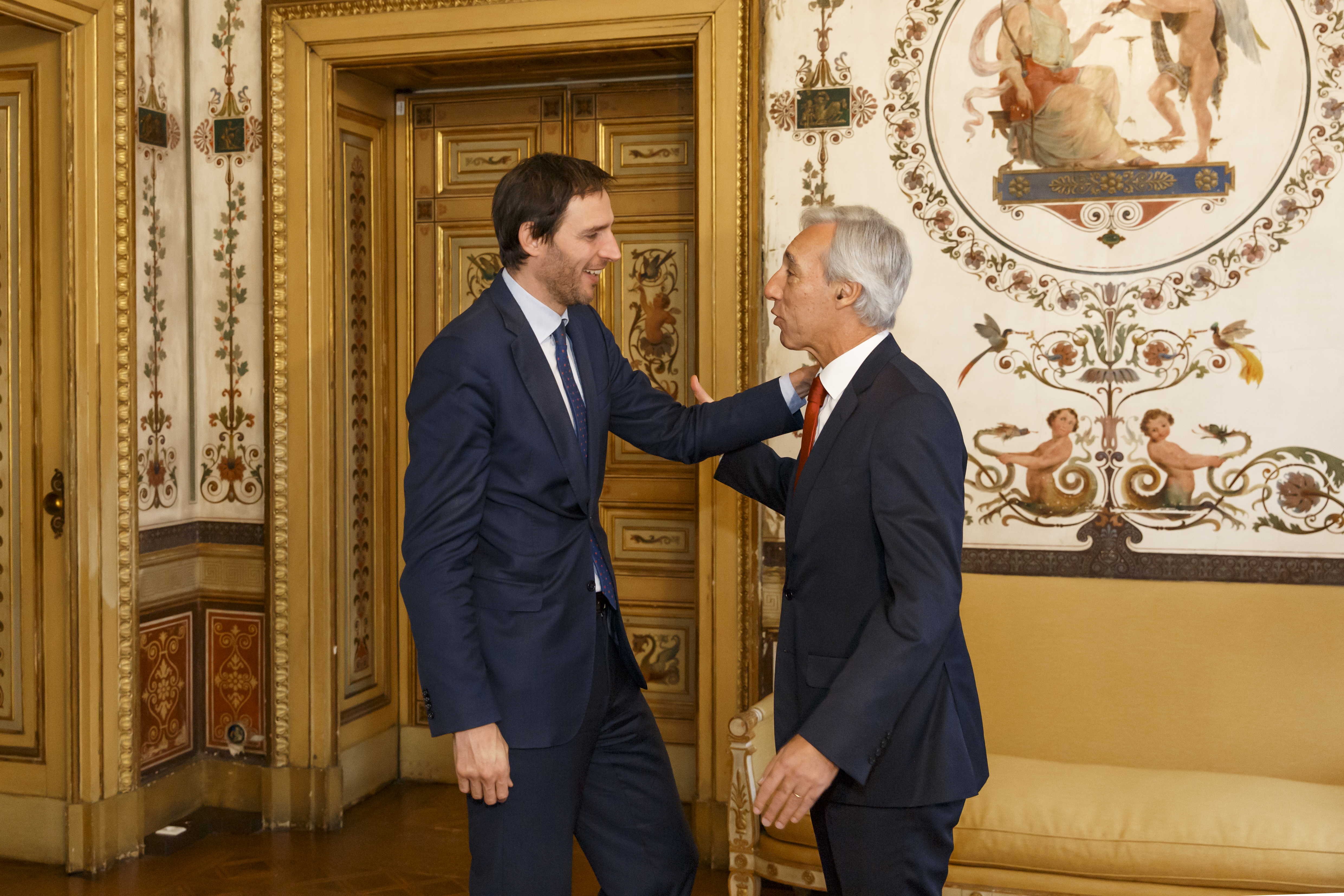
Portugals Außenminister João Cravinho (rechts) empfängt seinen niederländischen Amtskollegen Wopke Hoekstra (links) am 22. November 2022: die guten Beziehungen beider Länder zeigen sich auch in den regelmäßigen Staatsbesuchen auf allen Ebenen.

Im Verlauf des Niedergangs des portugiesischen Kolonialreichs seit dem 18. Jahrhundert nahmen ihre Differenzen weiter ab. Lediglich auf der Insel Timor im Osten Niederländisch-Indiens, deren Osthälfte weiterhin portugiesisch blieb, hielten die Spannungen an. Zwar konnten sie ihre territorialen Unstimmigkeiten im Vertrag von Lissabon 1859 beilegen, doch normalisierten sich hier ihre Beziehungen auch nach kleineren Anpassungen ihres Abkommens im Jahr 1902 nicht vollständig. So warben die Niederländer etwa nach dem Ende der portugiesischen Monarchie (Ausrufung der Republik in Portugal 1910, Anerkennung durch die Niederlande am 12. September 1911) unter den verunsicherten Osttimoresen für ihre Königin Wilhelmina als das verlässlichere Oberhaupt der Niederlande und als die bessere Schutzmacht, und im Ersten Weltkrieg kam es zu Drohgebärden der Niederländer gegen die portugiesischen Sicherheitskräfte in Osttimor. Die aufkommende Unabhängigkeitsbewegung in Niederländisch-Indien sorgte dann für eine ruhigere Phase zwischen West- und Osttimor.
Im Verlauf des Zweiten Weltkriegs blieb Portugal zwar neutral, Portugiesisch-Timor wurde dennoch 1941 durch niederländische und australische Kräfte eingenommen, um einer japanischen Invasion zuvorzukommen. Das Salazar-Regime protestierte dagegen. Mit der Schlacht um Timor ab 1942 eroberte Japan auch Osttimor und es folgte ein blutiger Guerillakrieg. Nach dem Ende des Zweiten Weltkrieges betrieben die Niederlande zusammen mit Australien erfolglos die Verhinderung der Rückkehr Osttimors unter portugiesische Hoheit.
1949 wurde Indonesien unabhängig, womit auch die Meinungsverschiedenheiten zwischen beiden Ländern in Timor ausliefen. Einzig die niederländische offizielle, vor allem aber zivilgesellschaftliche Ablehnung des Estado-Novo-Regimes und Unterstützung der Unabhängigkeitsbewegungen in den portugiesischen Gebieten in Afrika blieben nun als Unstimmigkeiten in den offiziellen niederländisch-portugiesischen Beziehungen bestehen, insbesondere nach Ausbruch der portugiesischen Kolonialkriege ab 1961.
Nach der Nelkenrevolution in Portugal 1974 und dem folgenden Ende der Diktatur änderte sich das Verhältnis zwischen den Niederlanden und dem zur Demokratie zurückgekehrten Portugal grundlegend, vor allem nachdem sich 1975 die bürgerlichen Kräfte in der Revolution durchgesetzt hatten und Portugal sich nun eindeutig der westeuropäischen Integration verschrieb. Die im Laufe der 1960er eingesetzte Auswanderung von Portugiesen in die Niederlande verstärkte sich in den 1970er Jahren, und die politischen Beziehungen, aber auch der kulturelle Austausch intensivierten sich nun. Als eines von vielen Zeichen der guten Beziehungen übernahm die Botschaft der Niederlande vertretungsweise Aufgaben für Portugal im 1975 von Indonesien gegen den Protest Portugals annektierten Osttimor und stellte politischen Flüchtlingen portugiesische Pässe aus, etwa dem späteren osttimoresischen Botschafter João Câmara.
Seit dem Beitritt Portugals zur EWG (heute EU) 1986 näherten sich beide Staaten weiter an. So nahmen ihre Wirtschaftsbeziehungen seither stark zu, ebenso die wechselseitige Migration, ihr gegenseitiger Fremdenverkehr und der zivilgesellschaftliche Austausch in Bereichen wie Kultur, Wissenschaft, Umweltschutz, Energie, Jugendorganisationen und Sport. Zuletzt war das gemeinsame Interesse an der Weiterentwicklung Erneuerbarer Energien Gegenstand gemeinsamer Beratungen, insbesondere ihr Memorandum of Understanding zu Kooperationen im Bereich Grüner Wasserstoff 2020.

## Diplomatie

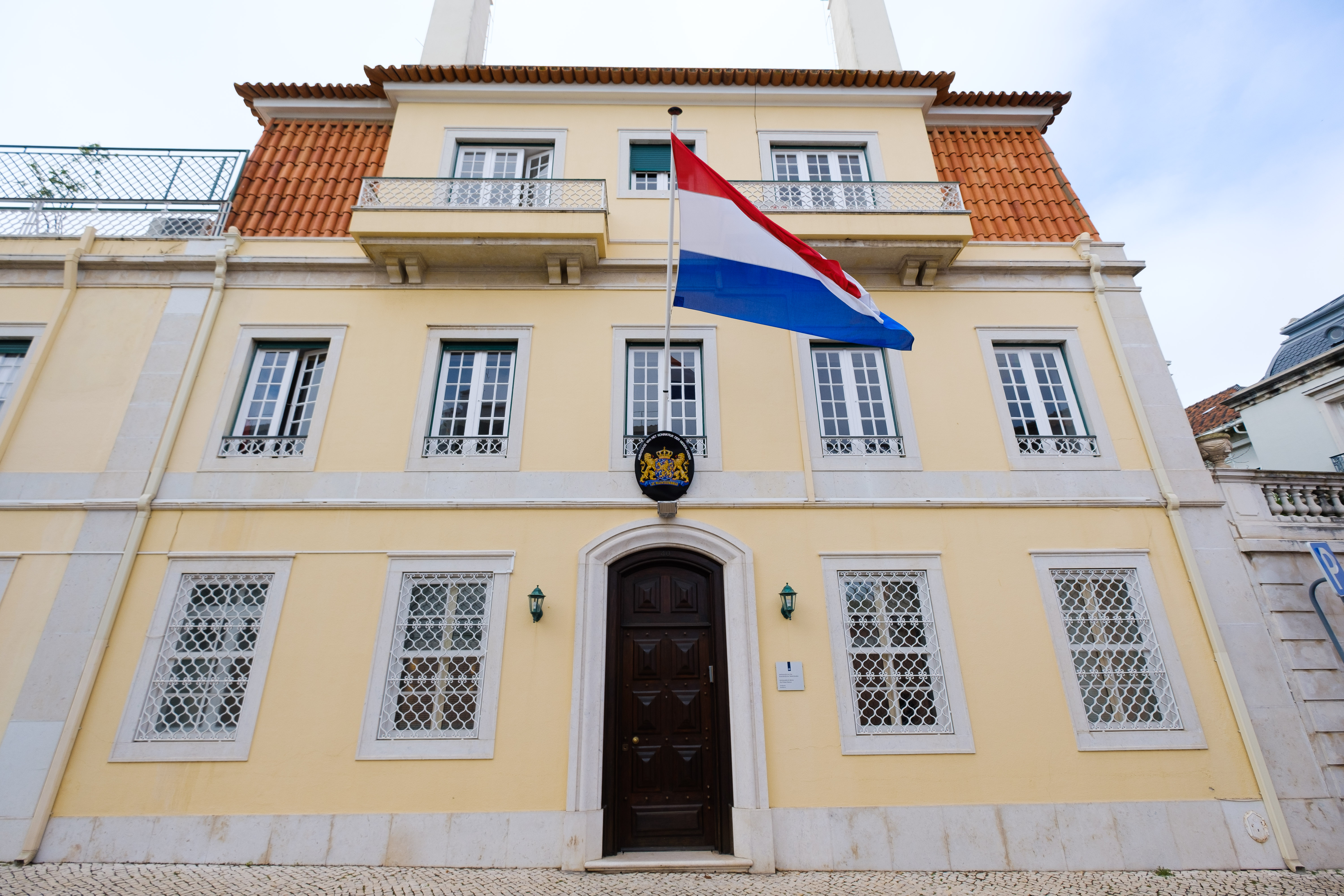
Die Botschaft der Niederlande in Lissabon.

Die Niederlande unterhalten eine Botschaft in der portugiesischen Hauptstadt Lissabon. Dazu bestehen drei niederländische Honorarkonsulate in Albufeira (an der Algarve), in Funchal (auf Madeira) und in Ponta Delgada (auf den Azoren).
Portugal führt eine Botschaft in der niederländischen Hauptstadt Den Haag. Auf der niederländischen Antilleninsel Bonaire besteht ein portugiesisches Honorarkonsulat, weitere Konsulate darüber hinaus hat Portugal in den Niederlanden bisher nicht eingerichtet (Stand Dezember 2022).

## Partnerstädte
Die ersten niederländisch-portugiesischen Städtefreundschaften entstanden 1989, im Rahmen der Europäischen Integration, und wurden in den 1990ern ausgebaut. Insgesamt sind bisher je drei niederländische und portugiesische Kommunen solche Partnerschaften eingegangen (Stand 2022).

## Wirtschaft

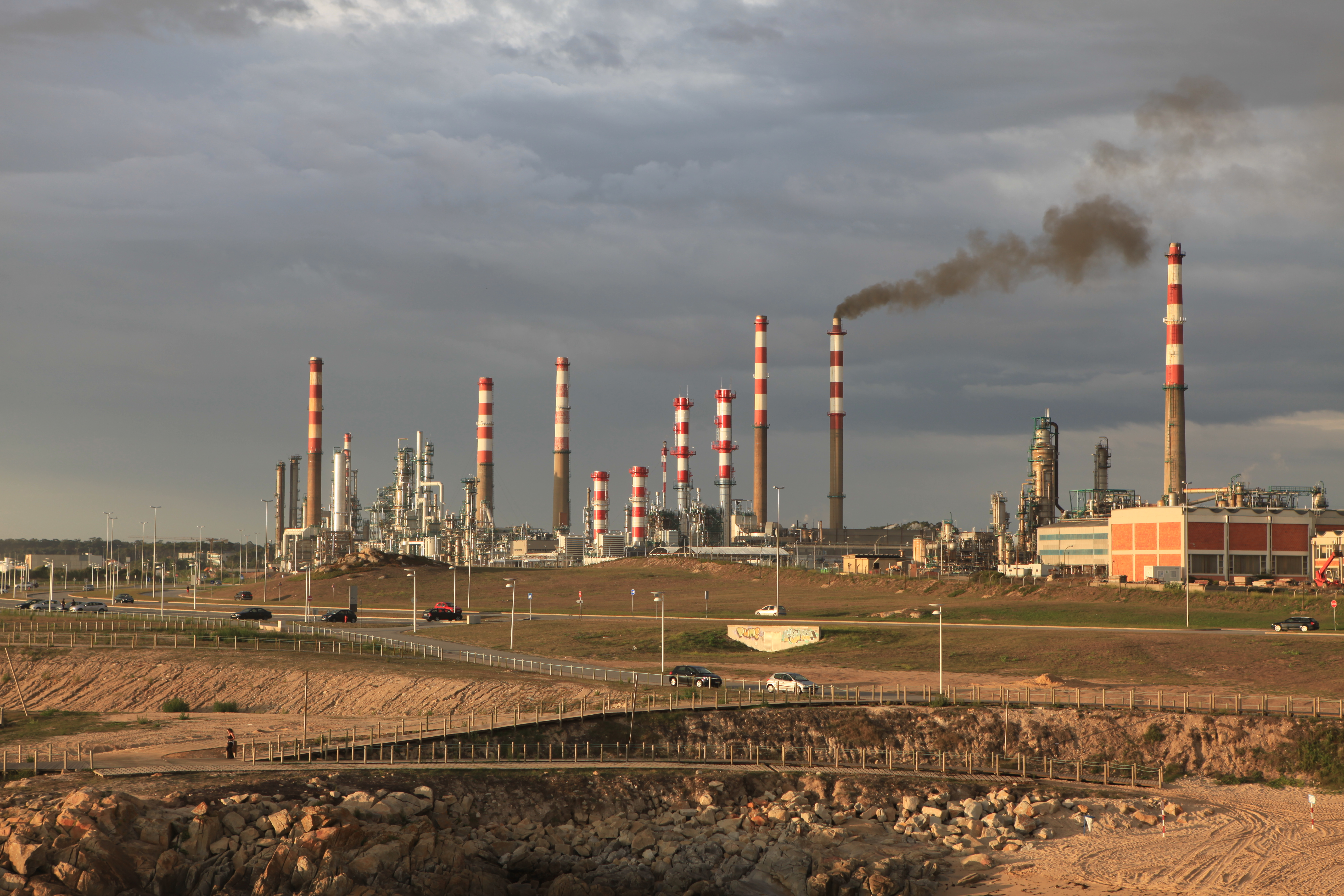
Raffinerie der Galp in Leça da Palmeira: Kraftstoffe sind das wichtigste portugiesische Einzelexportgut in die Niederlande, von wo Computer als wichtigstes Einzelexportgut nach Portugal gehen.

Die Länder unterhalten einen sehr diversifizierten Warenaustausch. Im Jahr 2021 belief sich das bilaterale Handelsvolumen auf 6,922 Mrd. Euro (2020: 5,770 Mrd.; 2019: 6,316 Mrd.; 2018: 6,184 Mrd.; 2017: 5,951 Mrd.; 2015: 5,071 Mrd.; 2010: 4,500 Mrd.; 2005: 3,557 Mrd.; 2000: 3,297 Mrd.), mit einem traditionellen Handelsbilanzüberschuss zu Gunsten der Niederlande, 2021 in Höhe von 1,947 Mrd. Euro (2020: 1,762 Mrd; 2019: 1,634 Mrd.; 2018: 1,776 Mrd; 2017: 1,529 Mrd.; 2015: 1,094 Mrd.; 2010: 1,619 Mrd.; 2005: 1,063 Mrd.; 2000: 0,978 Mrd.). Damit waren die Niederlande der viertgrößte Lieferant und der siebtgrößte Kunde im Außenhandel Portugals, während Portugal auf Platz 23 der Kunden der Niederlande rangierte.
Die portugiesischen Warenexporte in die Niederlande beliefen sich im Jahr 2021 auf 2,487 Mrd., davon 11,3 % Mineralstoffe und Erze (mit Kraftstoffen als größte Einzelgruppe), 10,5 % Textilien, 10,0 % Schuhe, 8,0 %% Kunststoffprodukte, 8,0 % Holzpaste und Zellulose, und 7,5 % pflanzliche Erzeugnisse.
Die Niederlande exportierten im gleichen Jahr Waren in Höhe von 4,434 Mrd. nach Portugal, davon 25,8 % Maschinen und Geräte (mit Computern als größte Einzelgruppe), 20,5 % chemische Produkte, 8,2 % Kunststoffe, 7,36 % Tiere und Fleisch, 6,3 % optische Geräte, und 5,1 % Metallwaren.
Die portugiesische Außenhandelskammer AICEP ist mit einer Vertretung an der portugiesischen Botschaft in den Haag vertreten. In Lissabon besteht die portugiesisch-niederländische Handelskammer Câmara de Comércio Portugal-Holanda (CCPH), in Delft ist die niederländisch-portugiesische Handelskammer Porthollandia ansässig.

## Kultur

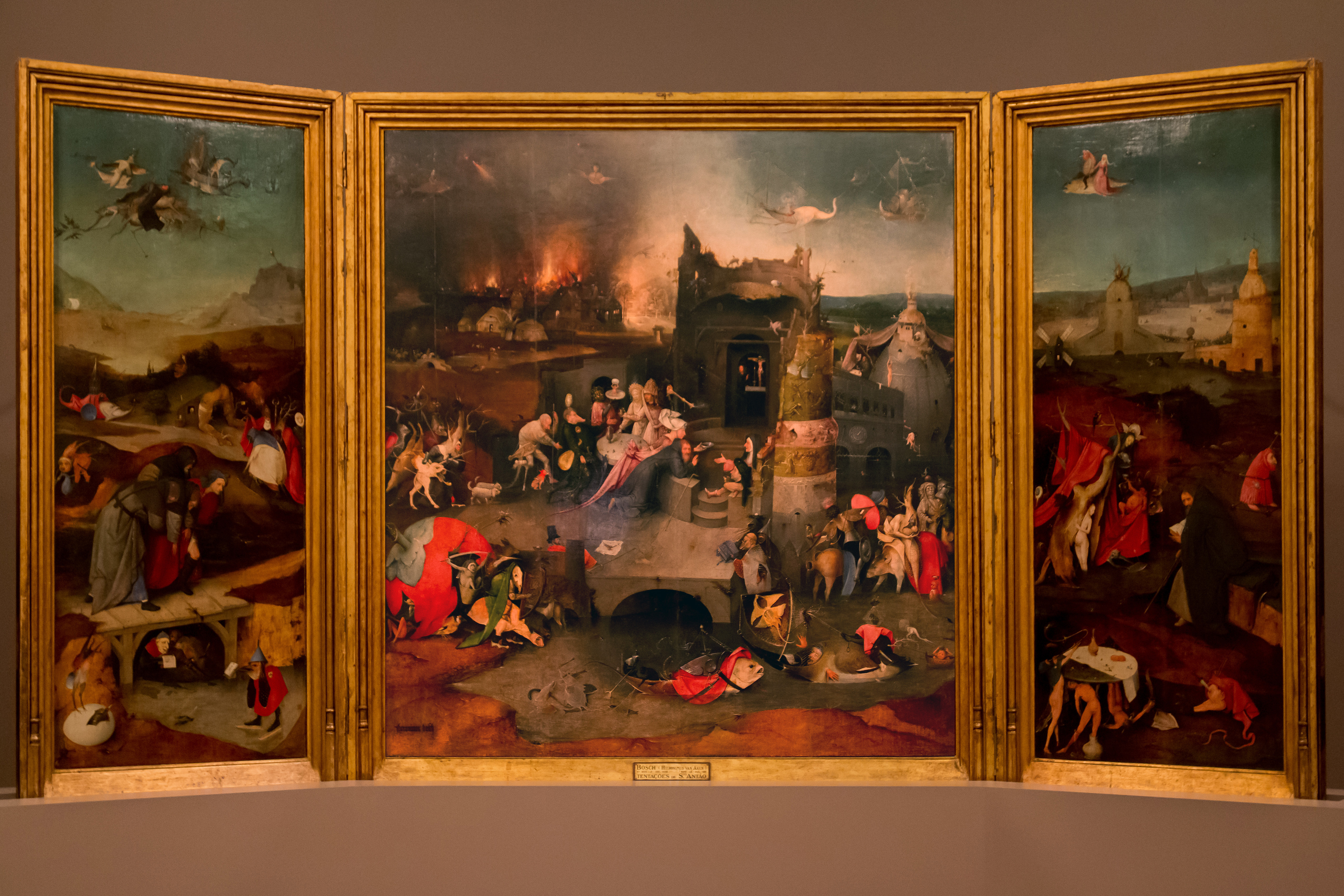
Die Versuchung des Heiligen Antonius (Hieronymus Bosch) im Museu Nacional de Arte Antiga in Lissabon: eine Vielzahl altniederländischer Maler sind in portugiesischen Kunstmuseen vertreten und hatten einigen Einfluss auf die im 16. Jh. aufblühende portugiesische Malerei.

### Institutionen
Das portugiesische Kulturinstitut Instituto Camões ist in den Niederlanden mit einer Vertretung an der portugiesischen Botschaft in Den Haag präsent.
Das niederländische Pendant DutchCulture ist in Portugal mit einer Reihe Kooperationen im ganzen Land aktiv, insbesondere in den Bereichen Musik und Theater.

### Musik

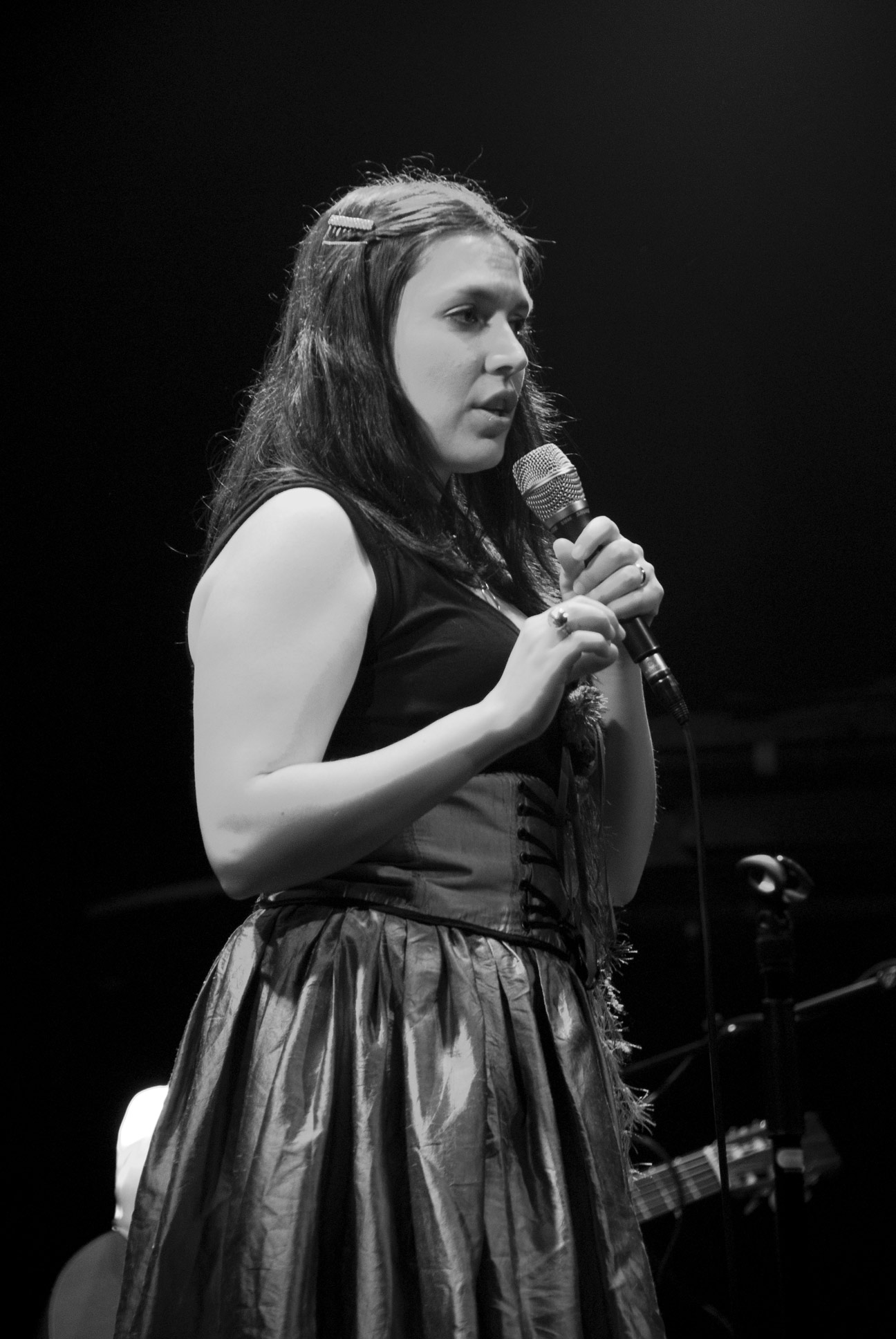
Deolinda bei ihrem Auftritt am 14. April 2009 im Amsterdamer Melkweg.

Musiker beider Länder treten regelmäßig im jeweils anderen Land auf, aus einer vielfältigen Bandbreite an Musikstilen und bei großen und kleinen Veranstaltungen. Dabei treten Fadosängerinnen und -sänger, Metalbands wie Moonspell oder Pop- und Weltmusikinterpreten aus Portugal häufiger in den Niederlanden auf, als in der Gegenrichtung. Die heute bekannte Fadosängerin Cristina Branco etwa begann ihre Karriere ab 1996 insbesondere mit den Niederlanden als wichtiger Station.

### Film
Der Niederländische Film und das Portugiesische Kino kommen nicht ständig, aber doch immer wieder miteinander in Berührung. So laufen Werke regelmäßig bei Filmfestivals im jeweils anderen Land und werden dort gelegentlich auch prämiert, etwa der niederländische Regisseur Rudolf van den Berg, der für seinen Film Tirza 2011 beim damals wichtigsten portugiesischen Festival Festróia den goldenen Delphin gewann, oder die niederländische Regisseurin Jiska Rickels, die 2004 beim wichtigsten portugiesischen Kurzfilmfestival, den Curtas Vila do Conde, ausgezeichnet wurde. Beim wichtigsten niederländischen Festival, dem International Film Festival Rotterdam, feiern portugiesische Filme häufig ihre Premiere, etwa João Canijos erster Langfilm Trés menos eu (1988), Edgar Pêras eigenwilliger Schwarzweißfilm O Barão (2011), oder im Januar 2024 der historische Kriminalfilm The Worst Man in London von Rodrigo Areias.
Unter den niederländisch-portugiesischen Kooperationen zu nennen ist etwa die gemeinsame Tragikomödie Mortinho por Chegar a Casa (1996) des portugiesischen Regisseurs Carlos da Silva und des niederländischen Regisseurs George Sluizer, der 2002 zudem den Roman Das steinerne Floß des portugiesischen Literaturnobelpreisträgers José Saramago verfilmte.

## Sport

### Fußball
Männer

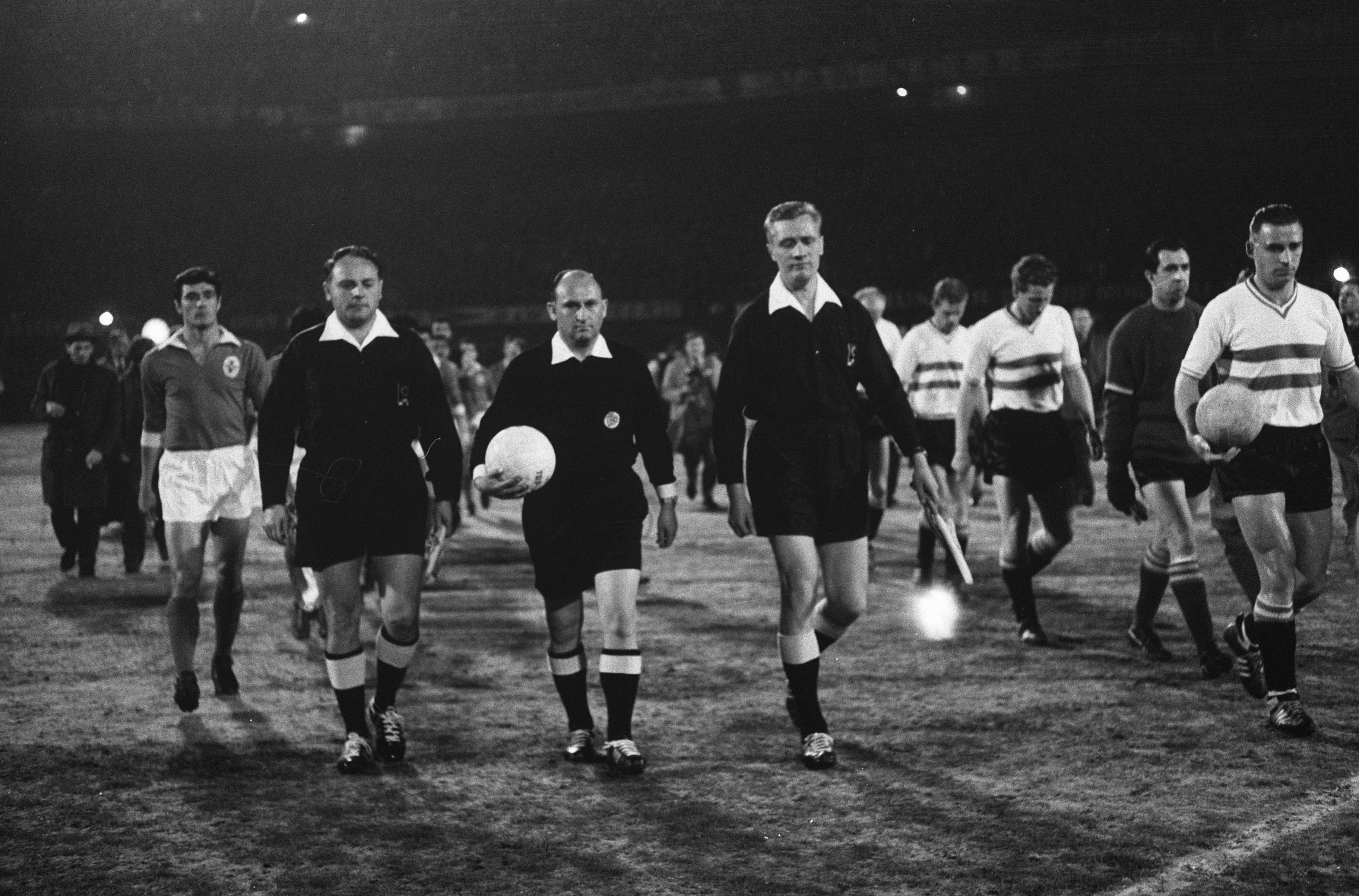
Feyenoord Rotterdam empfängt das damalige europäische Spitzenteam Benfica Lissabon, das Spiel am 10. April 1963 endete 0:0. Teams beider Länder treffen regelmäßig aufeinander.

Die Niederländische Fußballnationalmannschaft und die Nationalelf Portugals der Männer trafen erst am 17. Oktober 1990 das erste Mal aufeinander, das Qualifikationsspiel zur EM 1992 in Porto gewann Portugal mit 1:0. Insgesamt spielten sie 14 mal gegeneinander, dabei gewannen die Portugiesen acht und die Niederländer zwei Begegnungen, viermal trennten sie sich unentschieden (Stand Juli 2024).
Bei der EM 2004 in Portugal trafen beide Mannschaften im Halbfinale aufeinander. Das ungewöhnlich hart ausgetragene Spiel endete 2:1 für die Gastgeber, die am Ende Zweiter wurden.
Spieler beider Länder stehen gelegentlich auch beim jeweils anderen Land unter Vertrag. So spielten die niederländischen Nationalspieler Pierre van Hooijdonk und Ola John in Portugal, während der portugiesische Nationalspieler Abel Xavier und Jugendnationalspieler Fábio Silva in den Niederlanden tätig waren. Mitchell van der Gaag spielte von 2001 bis 2006 beim Klub Marítimo Funchal von der portugiesischen Insel Madeira, von 2008 bis 2010 wurde er dann dort auch Trainer.
Frauen
Die Niederländische Frauen-Fußballnationalmannschaft und die Portugiesische Frauenauswahl trafen erstmals am 14. März 1997 beim portugiesischen Algarve-Cup aufeinander, das Spiel endete 1:0 für die Niederländerinnen. Insgesamt trafen sie bisher neunmal aufeinander, mit acht niederländischen Siegen und einem portugiesischen Erfolg (Stand Juli 2024).
Beim Algarve-Cup traten die Niederländerinnen häufig an und konnten den Algarve-Cup 2018 als Siegerinnen beenden.

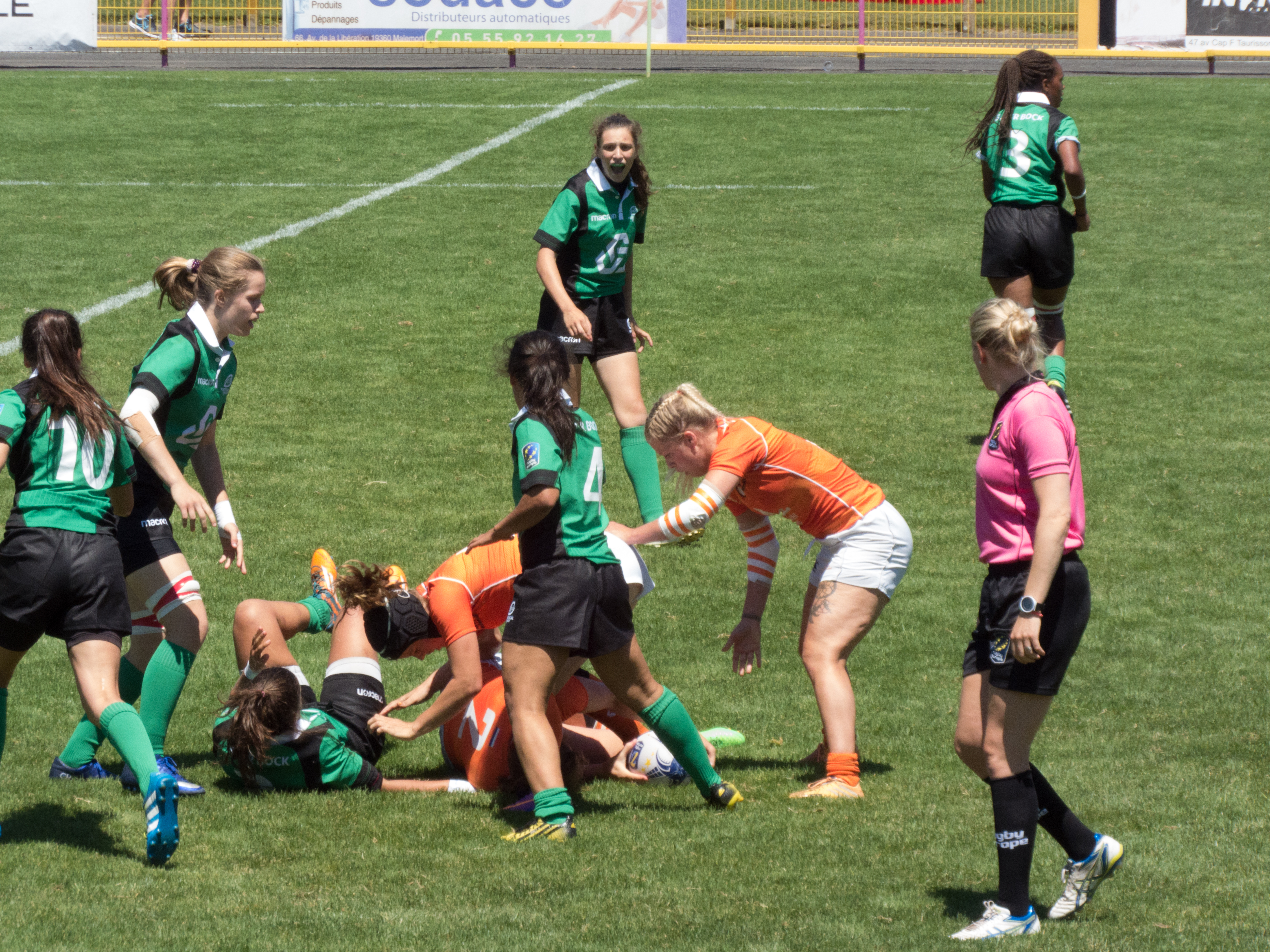
Niederländische und portugiesische Rugbyspielerinnen bei ihrem Zusammentreffen während des französischen Malemort–Sevens–Turnier 2017: Sportler aus beiden Ländern treffen in einer Vielzahl Sportarten regelmäßig aufeinander.

### Andere
Im wichtigsten portugiesischen Tennisturnier der Männer, dem ATP Estoril, kamen Niederländer mehrfach bis ins Finale. 1991 konnte dabei mit Paul Haarhuis und Mark Koevermans ein rein niederländisches Doppel das Turnier gewinnen. Beim wichtigsten portugiesischen Damenturnier, dem WTA Oeiras, kamen ebenfalls mehrfach Niederländerinnen bis ins Finale, konnten das Turnier bisher aber noch nicht gewinnen (Stand Juli 2024).
Bei den wichtigsten niederländischen Tennisturnieren der Männer, dem ATP Rotterdam und dem ATP ’s-Hertogenbosch, kamen bislang noch keine Portugiesen ins Finale. Auch beim WTA ’s-Hertogenbosch kamen bislang noch keine Portugiesinnen ins Finale (Stand Juli 2024).
Den Amsterdam-Marathon konnte 2003 die Portugiesin Helena Sampaio gewinnen. Beim Lissabon-Marathon gab es bisher noch keine Gewinner aus den Niederlanden (Stand Juli 2024).